# Koprivničko-križevačka županija
Ovo je članak o suvremenoj Koprivničko-križevačkoj županiji. Za njezine prethodnice vidi: Križevačka županija i Bjelovarsko-križevačka županija.
Koprivničko-križevačka županija je smještena u sjeverozapadnom dijelu Hrvatske. Županijsko sjedište je grad Koprivnica.

## Administrativna podjela i stanovništvo
Županija je podijeljena na 3 grada i 22 općinu.
- Gradovi:
  - Grad Đurđevac
  - Grad Koprivnica
  - Grad Križevci

- Općine:
  - Općina Drnje
  - Općina Đelekovec
  - Općina Ferdinandovac
  - Općina Gola
  - Općina Gornja Rijeka
  - Općina Hlebine
  - Općina Kalinovac
  - Općina Kalnik
  - Općina Kloštar Podravski
  - Općina Koprivnički Bregi
  - Općina Koprivnički Ivanec
  - Općina Legrad
  - Općina Molve
  - Općina Novigrad Podravski
  - Općina Novo Virje
  - Općina Peteranec
  - Općina Podravske Sesvete
  - Općina Rasinja
  - Općina Sokolovac
  - Općina Sveti Ivan Žabno
  - Općina Sveti Petar Orehovec
  - Općina Virje

### Stanovništvo
Prema popisu stanovništva iz 2021. godine županija je imala 101.221 stanovnika s prosječnom gustoćom naseljenosti od 57,91 stanovnika/km2. 
| broj stanovnika | 87464 | 97581 | 105529 | 121772 | 132581 | 142546 | 139054 | 143268 | 140565 | 142362 | 143019 | 138994 | 133790 | 129397 | 124467 | 115584 | 101221 |
|                 | 1857. | 1869. | 1880.  | 1890.  | 1900.  | 1910.  | 1921.  | 1931.  | 1948.  | 1953.  | 1961.  | 1971.  | 1981.  | 1991.  | 2001.  | 2011.  | 2021.  |

Etnički sastav stanovništva 2001. godine bio je sljedeći: Hrvati 96 %, Srbi 1,9 %, Slovenci 0,1 %, Romi 0,1 %, Mađari 0,1 % i drugi.
Današnji raspored stanovništva u prostoru posljedica je gospodarskih i društvenih procesa u posljednjih pola stoljeća. Prisutni su procesi deagrarizacija, industrijalizacija, deruralizacija i urbanizacija. Oni su ubrzali proces napuštanja ruralnih naselja i porast stanovništva gradova (Koprivnica, Križevci i Đurđevac).

## Zemljopis
Koprivničko-križevačka županija je smještena u sjeverozapadnom dijelu Republike Hrvatske. 
Površinom od 1.746 km2 sedamnaesta je županija po veličini u Hrvatskoj. 
Sjeveroistočni dio županije čini dolina rijeke Drave na kojem prevladava poljoprivredna djelatnost sa značajnim nalazištima nafte i zemnog plina. 
Planina Kalnik, koja je pretežno šumovita, zauzima veliki dio županije, a preostali dio zapadni dijelovi Bilogore. Veća naselja ovog prostora su Koprivnica, Đurđevac i Križevci.

## Povijest
Križevački župan se spominje 1193. što ukazuje da je već tada postojala Križevačka županija. Na prostoru oko nje postojalo je u srednjem vijeku više županija. Najpoznatija od njih je Komarnička županija - koja je zauzimala prostor uz rijeku Dravu - Podravina. Manje županije su oko 1350. udružene s Križevačkom u jedinstvenu županiju. Srednjovjekovne županije nisu imale jedinstvena središta već je sjedište bilo privremeno ono mjesto gdje je stolovao veliki župan. 
Ta je županija u vrijeme osmanskih prodora sjedinjena sa Zagrebačkom u jedinstvenu upravu, kojoj je na čelu bio hrvatski podban. No Križevačka županija i dalje postoji. Moderna Križevačka županija utemeljena je 1759. - njeno središte postaje Grad Križevci - a 1886. sjedinjena je s Bjelovarskom u Bjelovarsko-križevačku županiju (sjedište je bilo Bjelovar), koja je opet postojala do 1924. godine.
Godine 1993. osnovana je Koprivničko-križevačka županija - sjedište Grad Koprivnica - na tradiciji stare Križevačke županije (ali i Komarničke županije).
Župani Koprivničko-križevačke županije kroz povijest:
1. Ivan Stančer (1993. – 1997.) HSS
2. Nikola Gregur (1997. – 2001.) HDZ
3. Josip Friščić (2001. – 2008.) HSS
4. Darko Koren (2008. – 2025.) MREŽA
5. Tomislav Golubić (2025. – danas) SDP

## Gospodarstvo
Sa stajališta poljoprivredne regionalizacije Koprivničko-križevačka županija spada u panonsku regiju. Poljoprivredni prostor Županije sastoji se od pet mikroregionalnih cjelina: 
- Podravski poljoprivredni bazen (Podravina)
- Prekodravlje
- Istočni i sjeveroistočni dio (Bilogora)
- Kalničko područje (Kalnik)
- Kalničko-prigorski dio županije

Podravski poljoprivredni bazen i Prekodravlje su područja s intenzivnom poljoprivrednom proizvodnjom. Ostale grane gospodarstva županije su proizvodnja mlijeka (Naturaagro - PZ Đurđevac), proizvodnja hmelja, stočarstvo, povrtlarstvo i vinogradarstvo.

## Kultura
Putujući od Zagreba prema selu Kalniku, nailazi se na Obreške klijeti. Tu su još i utvrde Veliki Kalnik, kompleks dvorca i perivoja Erdödy u Gornjoj Rijeci, Grad Mali Kalnik na vrhu Pusta Barbara, Koprivnička utvrda i Stari grad Đurđevac,  manastirski kompleks kraj sela Lepavina i kompleks dvoraca Inkey i župne crkve Sv. Križa u Rasinji.  

### Turizam
Najvažnija turistička odredišta su: Galerija naivne umjetnosti u Hlebinama, župna crkva sv. Ane, grkokatolička katedrala sv. Trojstva i crkva sv. Križa u Križevcima, povijesno središte Križevaca, prehrambeni muzej Podravka – Koprivnica, Stari grad Đurđevac i Galerija Lacković – Batinske, krajolik planine Kalnik i planinarski dom na Kalniku.
Turiste privlače manifestacije: Križevačko spravišče, Picokijada, Podravski motivi, Renesansni festival, Martinjske špelancije, Ribolovci svome gradu.

## Zaštićeni dijelovi prirode
Na području Koprivničko-križevačke županije nalazi se petnaest zaštićenih dijelova prirode.
- Posebni rezervati :Posebni rezervat šumske vegetacije "Crni jarki"
  - Posebni geografsko-botanički rezervat Đurđevački pijesci
  - Posebni botanički rezervat Mali Kalnik
  - Posebni zoološki rezervat Veliki Pažut
  - Posebni rezervat šumske vegetacije Crni Jarki
  - Posebni botanički rezervat šumske vegetacije Dugačko Brdo

- Park šuma: Park-šuma Župetnica

- Značajni krajobraz:
  - Značajni krajobraz Čambina
  - Značajni krajobraz Kalnik

- Spomenici prirode:
  - Spomenik prirode: Skupina stabala hrasta lužnjaka smještenih u parku koji okružuje zgradu Šumarije Repaš
  - Spomenik prirode: Staro stablo pitomog kestena
  - Spomenik prirode: Staro stablo lipe
  - Spomenik prirode: Mali zoološki lokalitet livade u Zovju

- Spomenici parkovne arhitekture:
  - Spomenik parkovne arhitekture: Park kraj Osnovne škole „Vladimir Nazor” u Križevcima i Spomenik parkovne arhitekture: Park kraj poljoprivredne škole u Križevcima

- Regionalni park: Regionalni park Mura-Drava

## Vanjske poveznice
Službena stranica županije
Službena stranica Turističke zajednice županije  Arhivirana inačica izvorne stranice od 21. lipnja 2012. (Wayback Machine)
Službena stranica Javne ustanove za upravljanje zaštićenim prirodnim vrijednostima na području Koprivničko-križevačke županije
Regionalni tjednik - informativni portal